# Melipona panamica
Melipona panamica là một loài Hymenoptera trong họ Apidae. Loài này được Cockerell mô tả khoa học năm 1919.